# 小泉信三
小泉 信三（こいずみ しんぞう、1888年（明治21年）5月4日 - 1966年（昭和41年）5月11日）は、日本の経済学者、第7代慶應義塾長。
イギリス古典学派のリカード研究のほか、日本における社会思想研究の先駆者として活動するとともに、マルクス主義への容赦ない批判者として、自由主義の立場から『資本論』の内容をめぐって河上肇や、櫛田民蔵との活発な論戦を展開した。1933年（昭和8年）から1946年（昭和21年）まで慶應義塾長を務めた。東宮御教育常時参与として皇太子明仁親王（第125代天皇）の教育責任者にもなり、皇室の近代化に努めた。学士院会員、コロンビア大学名誉文学博士、文化勲章受賞、名誉都民、野球殿堂入り。日本聖公会のクリスチャン。位階は正三位。父は慶應義塾長（1887年（明治20年） - 1890年（明治23年））や、横浜正金銀行支配人などを歴任した小泉信吉（こいずみ のぶきち）。

## 経歴

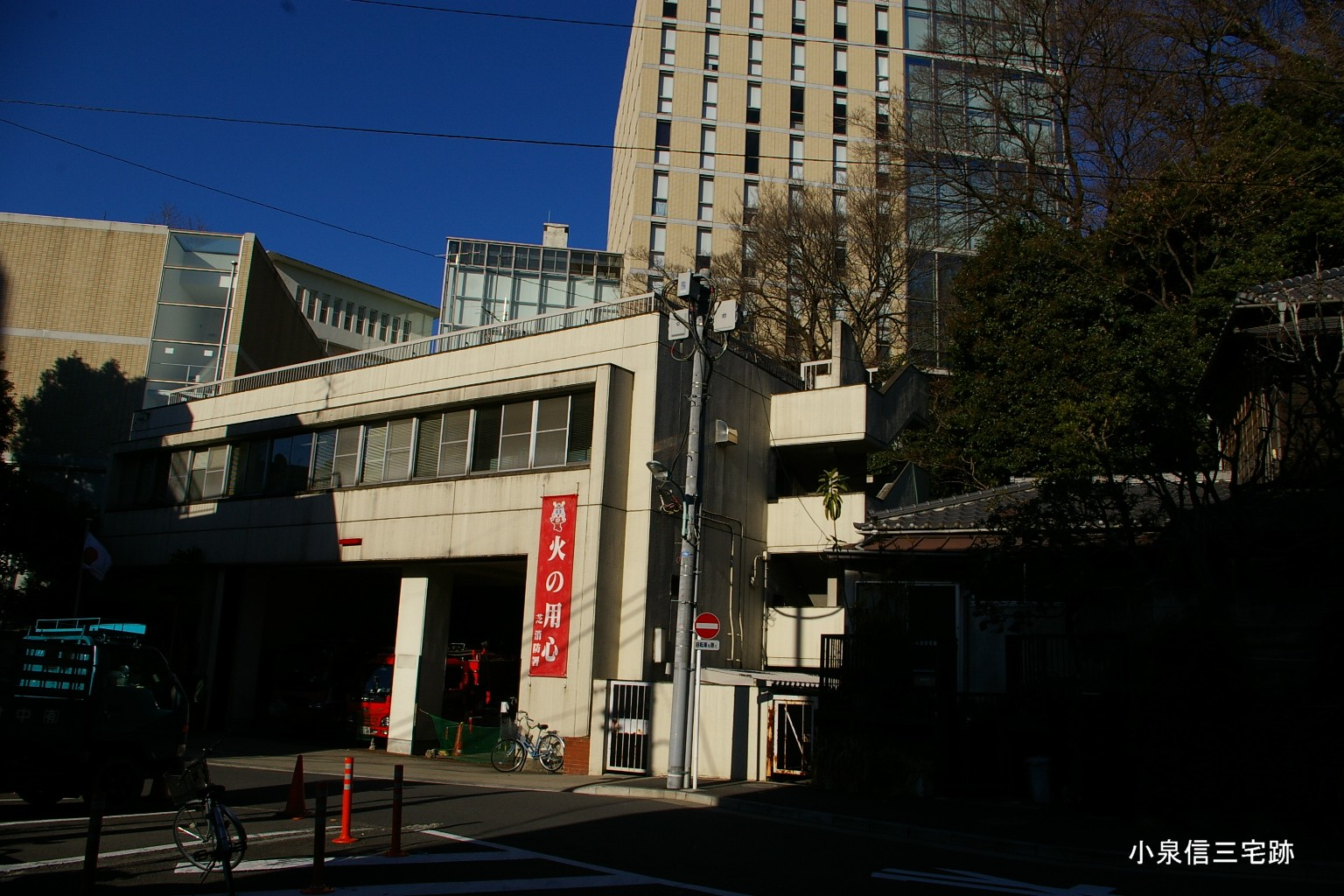
小泉宅跡
福澤邸に同居した後、本地に一家は宅を構えた。裏の木戸から直接塾内に入ることができた。

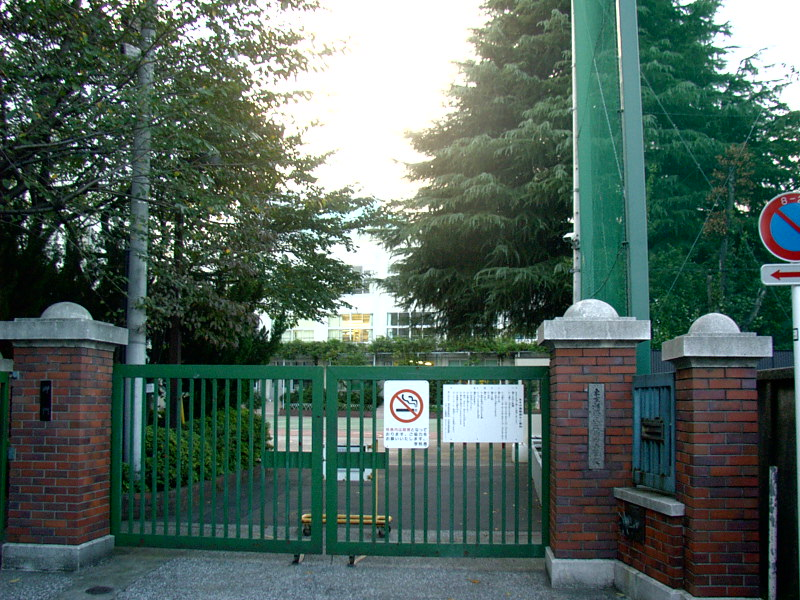
御田小学校「岬門｣
2010年現在、小泉が通っていた当時のまま残っている。

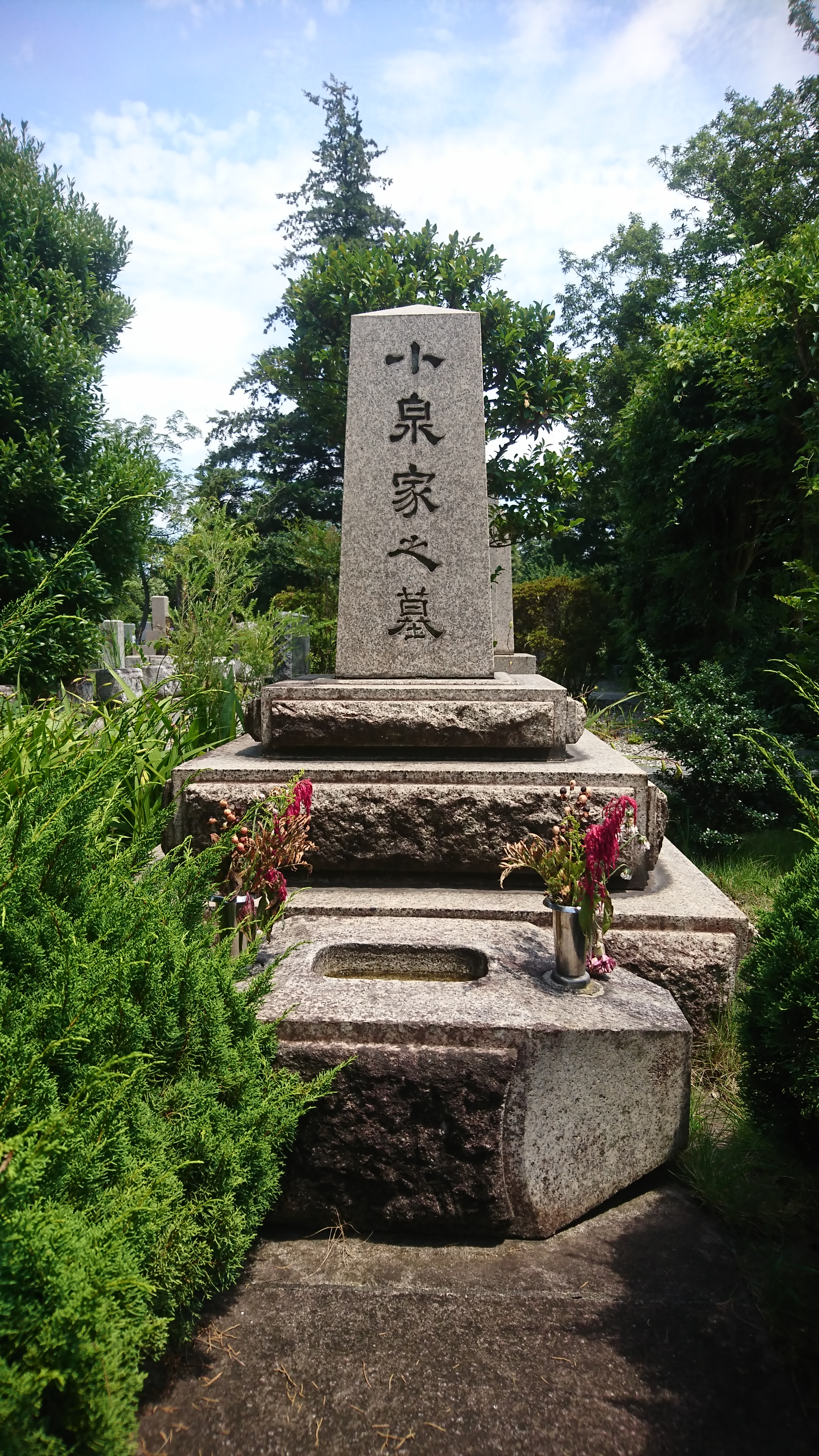
多磨霊園にある小泉家の墓

東京市芝区に旧紀州藩士、小泉信吉と千賀の第三子として生まれる。幼少期に父を亡くす。父が福澤諭吉の直接の門下生だった縁で晩年の福澤に目をかけてもらい、幼少時に福澤邸に一家が同居していた時期もあった。横浜本町の横浜小学校を経て、東京府三田に転居し東京府・芝区・御田小学校に転校し卒業。御田小学校から慶應まで同期生として水上瀧太郎がいた。
普通部から慶應義塾に学び、慶應義塾大学部政治科では福田徳三の指導のもとで、学問的な感化を大きく受けて、マルクス主義批判の闘将に育っていった。学生時代には庭球部のキャプテンも務めたほか、8歳年上の義弟（妹・勝の夫）である横山長次郎の縁で夏休みにたびたび岩手県釜石に遊びに行った。1910年（明治43年）に卒業し、慶應義塾の教員となる。1912年（大正元年）9月 に研究のためヨーロッパへ留学し、4年間に渡ってイギリス、フランス、ドイツの各大学で学ぶ。この時期は、第一次世界大戦（1914年）や、ロシア革命（1917年）など世界史上の重大な事件があり、その影響から留学先を転々とすることになった。最初に信三が向かったイギリスでは、1年間ロンドンで学ぶが、ロンドン・スクール・オブ・エコノミクスで経済学の授業を聴講したほか、英会話を習ったり、大英博物館に通ったり、演劇鑑賞するなど、充実した日々を過ごした。同じく留学中だった大学部文学科美術史科教員で、西洋美術史を初めて日本に紹介した澤木四方吉とも親交を深めた。休日になるとテニスもして、テニスクラブの大会に出場して優勝もしたと言われる。また、小泉は1913年（大正2年）のウィンブルドン選手権を観戦し、当時大会4連覇中だったアンソニー・ワイルディングの著書『On the Court and Off』（「テニスコートの内外で」）を日本に送り、大学の後輩らに硬式テニスを推薦した。
ロンドンでの生活のあと、信三は留学先を変えて、ドイツのベルリン大学へ移った。留学中の1914年（大正3年）に第一次大戦が起こり、イギリスと同盟を結んでいた日本の敵国であったドイツを避けるため、再びイギリス・ロンドンへ渡った。この時、徳川頼貞の教育指導者として同行してケンブリッジ大学に留学していた上田貞次郎が帰国するため、頼貞の教育指導者の後任を頼まれ、塾の許しを得てこれを承諾すると、信三もケンブリッジ大学に籍を置いて学ぶこととなった。信三は同盟国の日本の留学生が敵国から逃れてきたということで、授業料免除という特典が与えられ、自由に聴講が許された。ケンブリッジでは帰国前の上田ともしばらく同宿したが、キングス・カレッジに政治学者ゴールズワージー・ロウズ・ディキンソンを一緒に訪問した。また、キングス・カレッジで教えていたケインズの講義を受講した。その後、信三は再度、ロンドンに移った後、最後はフランス・パリに向かい、修学を続けた。そして、ニューヨークを経由し、1916年（大正5年）に帰国した。
1916年（大正5年）に帰国した信三は、大学部政治科と理財科の教員となり、デヴィッド・リカードの経済学を講義する。自由主義を論調とし、共産主義・マルクス経済学に対し徹頭徹尾合理的な批判を加えている。1924年（大正13年）慶應義塾図書館監督（館長）に就任。1925年（大正14年）にはそれまで住んでいた麻布の借家から品川御殿山の新築に移った。
1933年（昭和8年）には慶應義塾長に就任する。1934年（昭和9年）、「『リカアドオ』研究」で慶應義塾大学経済学博士。1936年（昭和11年）8月、ハーバード大学創立300年記念祝典に招かれて渡米。1943年（昭和18年）帝国学士院会員に選出される。
1939年（昭和14年）、実業家の藤原銀次郎が工業系の藤原大学を設立すると、小泉は慶應義塾大学と藤原大学の学長（塾長）を兼任した。1944年（昭和19年）、大学の規模拡大を考えていた小泉は藤原に大学合併案を申し入れて了承を得た。藤原大学は慶應義塾大学工学部の母体となった。
第二次世界大戦が始まると、小泉の一人息子・信吉（しんきち）も出征して戦死。そのときの嘆きを小泉は散文に著してこれを私家版として関係者に配ったが、没後に『海軍主計大尉小泉信吉』で公刊され、代表作の一つとして長く読まれている。小泉自身も1945年（昭和20年）5月25日の東京大空襲で焼夷弾の接触により顔と両手に大火傷の重傷を負い、慶應病院に12月まで入院。腹や脚から何度も植皮手術を行ったが、その顔には大きな傷跡が残ることとなった。高橋誠一郎が一時的に塾長代理を務めた後、1947年（昭和22年）に任期満了で塾長を退任。
1949年（昭和24年）、東宮御教育常時参与に就き、皇太子明仁親王（現在の上皇）の教育係として、ハロルド・ニコルソン『ジョージ5世伝』や福澤の『帝室論』などを講義し、新時代の帝王学を説いた。また美智子皇太子妃実現にも大きく関与した。
1950年（昭和25年）9月16日、昭和天皇の招きで開かれた座談会に田中耕太郎、安倍能成、志賀直哉とともに出席した。
1953年『文藝春秋』2月号に「日本語」を発表、新仮名・漢字制限に反対し、4月、金田一京助が『中央公論』で、桑原武夫が『文藝春秋』で反論した。1954年（昭和29年）にはコロンビア大学より人文学名誉博士号を贈られる。1959年（昭和34年）11月、文化勲章を受章。
1966年（昭和41年）5月11日、心筋梗塞のため78歳で死去。贈正三位。墓所は多磨霊園。

## レガシー
慶應義塾では1968年（昭和43年）から「小泉信三記念講座」が開講している。また小泉の死去後に慶應義塾はその業績を記念し「小泉基金」を設立した。1976年（昭和51年）からは全国高校生小論文コンテストに「小泉信三賞」が加わった。

## 小泉と共産主義
小泉は共産主義の批判者であったが、同時に共産主義を深く研究していた（後の日本共産党幹部野呂栄太郎のマルクス経済学研究を支援したという主張もある）。小泉が社会主義に興味を持つ切っ掛けとなったのは、幸徳秋水等が処刑された大逆事件である。小泉は1920年代、河上肇やその弟子でのちに労農派の論客となる櫛田民蔵と激しく論戦を闘わせた。なお、恩師とされる福田徳三は1903年『国家学会雑誌』誌上で河上肇と論争を開始していた。
『共産主義批判の常識』は1949年（昭和24年）に新潮社より刊行されベストセラーとなった。新潮文庫（1954年（昭和29年））や講談社学術文庫（1976年（昭和51年））で改訂再刊し、多くの著作中でもっとも多く読まれた著書の一つである。塾長退任後に刊行された『共産主義批判の常識』は、昭和初期に行った共産主義批判の論文と内容に大差はないが、マルクス・レーニン主義が国家再生の思想としてもてはやされていた状況を憂慮し、戦後のソ連共産主義についての直接の言及が多くなっている。この流れで講和問題でもソ連とは与せず単独講和論を主張している。

## 小泉とスポーツ・文化

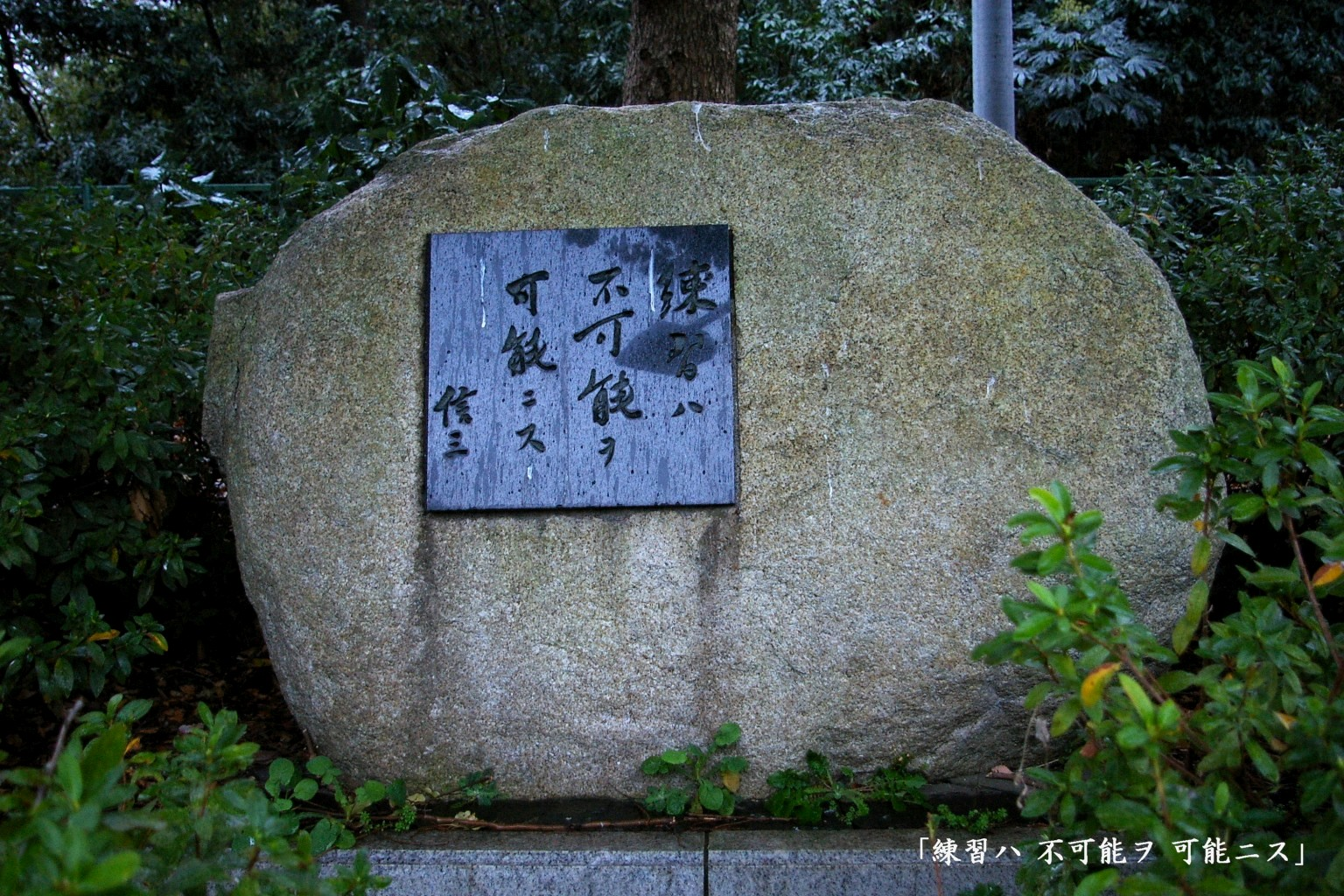
｢練習ハ不可能ヲ可能ニス｣の碑
(慶應大学日吉キャンパス)

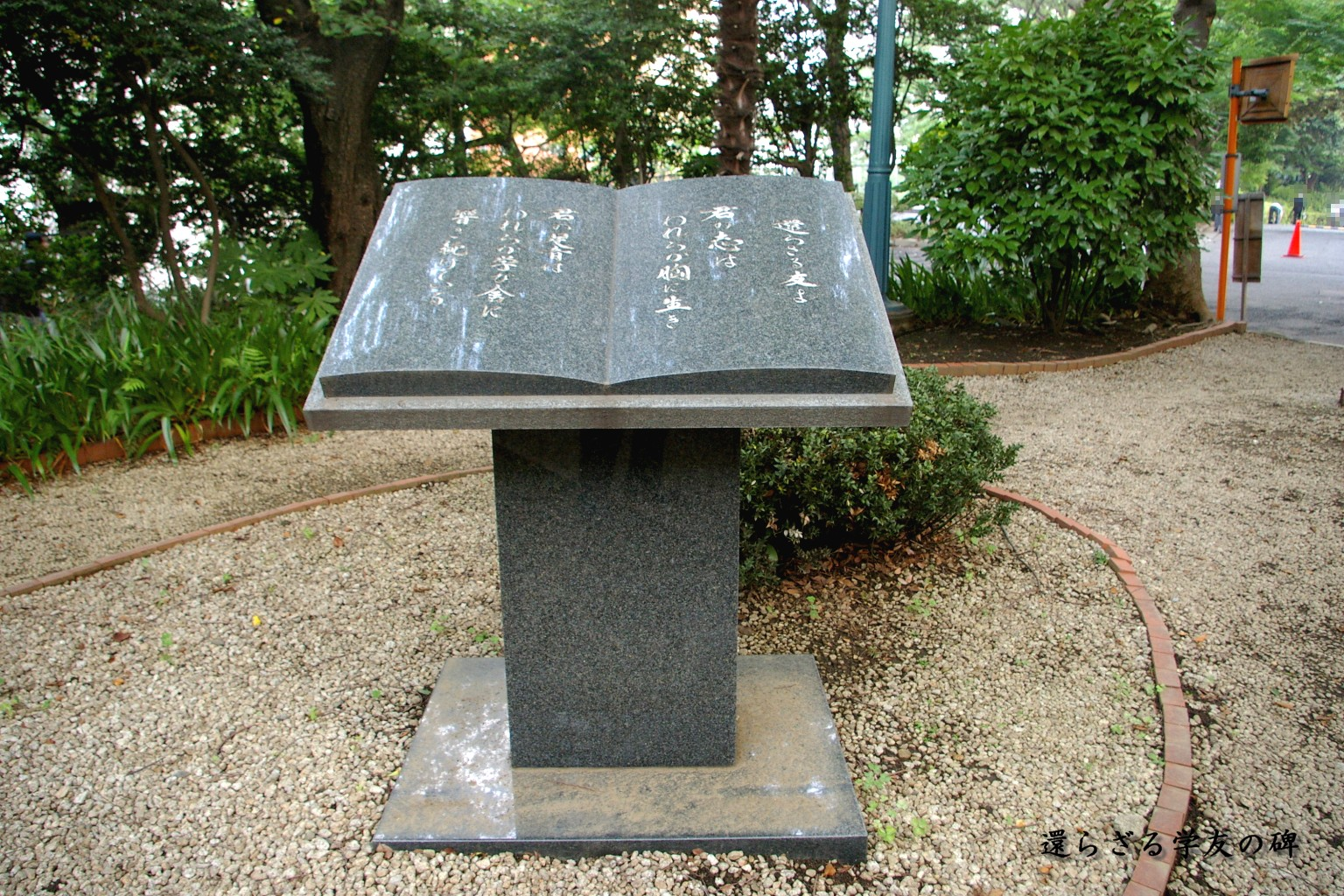
還らざる学友の碑
(慶應大学三田キャンパス)

庭球の名選手であったが、1922年（大正11年）から塾長就任の前年である1932年（昭和7年）までの期間庭球部部長を務めるなど、慶應義塾體育會（体育会）の発展にも力を尽くした。「練習ハ不可能ヲ可能ニス」の言葉は有名。（『練習は不可能を可能にす』 に詳しい）。
関東大震災のとき慶應義塾の教授であった小泉は、被災した人々の実態調査を進める一方で、テニス・歌舞伎などの文化的な行事に精力を注いだ。
最晩年に至るまで神宮球場での野球観戦を好み、慶應の試合がないときも「敵情視察」と称してたびたび球場に足を運んだ。

## 「最後の早慶戦」での小泉の尽力
戦時下において学生野球は続行不能に瀕したが、小泉は毅然として非常時局におけるスポーツ精神の高揚を力説した。こうして1943年（昭和18年）10月16日開催の出陣学徒壮行早慶戦（通称「最後の早慶戦」）は、「学徒出陣に赴かざるを得ない学生らに、せめてもの最後の餞を残したい。それには早慶戦が相応しい」との小泉の思いにより開催されることとなった。
小泉は慶大野球部の部長・主将を通じ、早稲田大学野球部・飛田穂洲監督に試合を頼み込んだ。早大野球部はこれを快諾したが、早稲田大学側(田中穂積総長)は軍部や文部省の圧力に屈し、試合の申し出を承諾出来ずにいた。そのため、早大野球部は早大当局の反対を押し切って試合を挙行。試合が行われた戸塚球場に招かれた小泉は、早大側による特別席への案内を「私は学生と一緒の方が楽しいです」 と断り学生席で観戦した。
このほか東京六大学野球連盟からの懇願を受け、ただ一人体育審議会で野球弾圧の無意味さを説き、強烈な反対の論陣をもって軍部・官僚たちを沈黙させた。1976年（昭和51年）には野球殿堂入り。
この早慶戦から65年にあたる2008年（平成20年）に『ラストゲーム 最後の早慶戦』で映画化された。小泉信三役は石坂浩二が演じた。なお石坂の母方の祖父平沼亮三邸の広大な敷地には運動場があり、スポーツ好きの小泉はしばしば訪れていた。

## 伝記・資料
親族による回想ほか
- 秋山加代『辛夷の花 父小泉信三の思い出』文藝春秋、1976年。
  - 秋山加代『辛夷の花 父小泉信三の思い出』文藝春秋〈文春文庫〉、1986年5月。ISBN 4-16-730402-3。
- 秋山加代、小泉タエ『父小泉信三』毎日新聞社、1976年。
  - 秋山加代、小泉タエ『父小泉信三』文藝春秋〈文春文庫〉、1983年4月。ISBN 4-16-730401-5。
- 秋山加代『叱られ手紙』文藝春秋、1981年9月。
  - 秋山加代『叱られ手紙』文藝春秋〈文春文庫〉、1999年11月。ISBN 4-16-730403-1。
- 小泉タエ『留学生小泉信三の手紙』文藝春秋、1994年3月。ISBN 4-16-348950-9。
- 小泉妙 著、山内慶太・神吉創二・都倉武之 編『父 小泉信三を語る』慶應義塾大学出版会、2008年5月。ISBN 978-4-7664-1526-1。

慶應義塾関係者
- 和木清三郎 編『小泉信三先生追悼録』「新文明」発行所、1966年。編者は「三田文学」編集主任
- 今村武雄『小泉信三伝』文藝春秋、1983年11月。[30]
  - 今村武雄『小泉信三伝』文藝春秋〈文春文庫〉、1987年12月。ISBN 4-16-746201-X。
- 『青年小泉信三の日記 明治四十四年‐大正三年 東京‐ロンドン‐ベルリン』慶應義塾大学出版会、2001年11月。ISBN 4-7664-0865-9。
- 山内慶太・神吉創二・都倉武之 編『アルバム小泉信三 1888～1966』慶應義塾大学出版会、2009年8月。ISBN 978-4-7664-1665-7。
- 神吉創二 『伝記 小泉信三』 慶應義塾大学出版会、2014年7月。
- 楠茂樹・楠美佐子 『昭和思想史としての小泉信三 民主と保守の超克』 ミネルヴァ書房、2017年1月。
- 小川原正道 『小泉信三―天皇の師として、自由主義者として』 中央公論新社<中公新書>、2018年11月。

## 著書
- 没後半世紀を経て、著作権がなくなりパブリックドメインとなった。
- 『小泉信三全集』、文藝春秋（全28巻）、1967-1972年
第25巻「書簡集」は上下分冊、最終巻は別巻・写真などの回想集。
- 『小泉信三エッセイ選 1 善を行うに勇なれ』慶應義塾大学出版会、2016年
- 『小泉信三エッセイ選 2 私と福澤諭吉』慶應義塾大学出版会、2017年
山内慶太・神吉創二・都倉武之・松永浩気編
- 『練習は不可能を可能にす』 山内慶太・神吉創二編、慶應義塾大学出版会、2004年

### 没後重版・新編再刊
- 『ペンは剣よりも強し』 恒文社、1997年1月、ISBN 4770409036
- 『福澤諭吉 人と書翰』 新潮文庫、復刊1992年。編・解説
- 『私の福沢諭吉』 講談社学術文庫、1991年2月、ISBN 4061589598
- 『ジョオジ五世伝と帝室論』 文藝春秋、1989年3月、ISBN 4163430601
- 『平生の心がけ』 講談社学術文庫、1988年、ISBN 4061588524。解説阿川弘之
- 『わが文芸談 現代日本のエッセイ』 講談社文芸文庫、1994年、ISBN 4061962728
- 『マルクス死後五十年』 泉文堂、1987年11月、ISBN 4793001033
- 『近代経済思想史』 慶應通信、1987年10月、ISBN 4766403827
- 『共産主義批判の常識』 講談社学術文庫、1976年／中央公論新社〈中公クラシックス〉、2017年。解説楠茂樹・楠美佐子
- 『批判的マルクス入門』書肆心水、2019年
- 『海軍主計大尉小泉信吉』 文藝春秋、1966年、文春文庫、1975年、ISBN 4167130017
- 『現代の随想 4 小泉信三集』秋山加代編、彌生書房、1981年、ISBN 4841505067
- 『福沢諭吉』 岩波新書（青版・改版）、ISBN 4004131162、単行版1994年
- 『読書論』 岩波新書（青版・改版）、ISBN 4004150876
- 『私の人生論3 小泉信三』 日本ブックエース 2010年11月、復刻・初刊は「現代人生論全集3 小泉信三集」雪華社
- 『日本人の知性9 小泉信三』 学術出版会 2010年5月、復刻・初刊は「現代知性全集 小泉信三集」日本書房

### 生前刊行分（前掲書を除く）
- 『私の履歴書 小泉信三』 日本経済新聞社、1966年8月（遺著）
- 『座談おぼえ書き』 文藝春秋、1966年
- 『わが日常』 新潮社、1963年
- 『十日十話』 毎日新聞社、1962年2月
- 『小泉信三　人生論読本 第11巻』和木清三郎編、角川書店、1961年
- 『河流』 新潮社、1960年
- 『この一年』 新潮社、1959年
- 『朝の机』 新潮社、1958年
- 『小泉信三選集』 文藝春秋新社（全5巻）、1957年
- 『思ふこと憶ひ出すこと』 新潮社、1956年
- 『國を思ふ心』 文藝春秋新社、1955年
- 『外遊日記』 文藝春秋新社、1954年
- 『平和論』 文藝春秋新社、1952年2月
- 『初學經濟原論』 泉文堂、1952年
- 『今の日本』 慶友社、1950年8月
- 『文学と経済学』 勁草書房、1948年
- 『社会思想史研究』 和木書店、1947年4月
- 『大学生活』 岩波書店、1939年12月
- 『アメリカ紀行』 岩波書店、1938年5月
- 『支那事變と日清戰爭』 慶應出版社、1937年
- 『師・友・書籍』 岩波書店、1936年7月
- 『学窓雑記』 岩波書店、1936年7月
- 『アダム・スミス、マルサス、リカアドオ 正統派經濟學研究』 岩波書店、1934年
- 『近世社會思想史大要』 岩波書店、1928年
- 『社會組織の經濟理論的批評』 下出書店、1921年11月

## 関連人物

### 家族・親族
- 小泉文庫 (1820-1883年)[31] - 祖父。紀伊和歌山藩士族。
- 小泉信吉 (1849-1894年) - 父。藩の留学生として江戸の慶應義塾で学び、後に慶應義塾長を務める。45歳で早世。
- ちか (1863-1946年) - 母。紀伊和歌山藩士族・林玄泉の長女。
- 千 (1886-1958年) - 姉。父・信吉の長女。南満州鉄道副総裁。第2次山本内閣で法制局長官を務めた松本烝治に嫁いだ。
- 勝 (1890-1931年) - 妹。父・信吉の次女。参松工業の創業者であり三陸汽船社長も務めた横山長次郎に嫁いだが胸の病により早世。
- ノブ (1894-1959年) - 妹。父・信吉の三女。佐々木勇之助の次男で第一銀行副頭取を務めた佐々木修二郎に嫁いだ。
- トミ（とみ） - 妻。阿部泰蔵の三女。長男・信吉、長女・加代、次女・妙の3人を生んだ。香蘭女学校卒[32]。
- 小泉信吉 (1918-1942年) - 長男。昭和17年、南太平洋にて海軍中尉として戦死。
- 阿部泰蔵 - 妻・富子（とみ）の父。明治生命保険の創設者であり初代頭取。
- 水上瀧太郎 - 本名は阿部章蔵。妻・富子の兄。明治生命保険専務であり小説家。御田小学校以来の信三の親友でもある。
- 美澤進 - 従姉弟（父・信吉の姉の娘）の夫。横浜商法学校の初代校長。
- 巽孝之丞 - 祖父・小泉文庫の従兄弟。銀行家。
- 中村啓次郎 - 祖父・小泉文庫の従兄弟。巽孝之丞の弟。衆議院議長。

### その他
- 高橋誠一郎 - 経済学部の同僚、経済学説史。ライバルとして「両雄並び立たず」と評されることもあった。
- 徳富蘇峰 - 徳富の福澤諭吉思想批判に対して反論。
- 野呂栄太郎 - マルクス経済学研究の便宜をはかる。
- 福田徳三 - 学生時代の師。
- 堀江帰一 - 学生時代の師。
- 吉田茂 - 吉田茂書翰の宛名一覧送付回数89回
- 田中耕太郎 - 文部大臣を務めた。1957年の皇太子と正田美智子の「軽井沢のテニスコートでの出会い」は、カトリック人脈である田中、小泉、吉田茂らが共に演出したとされている。
- 宇佐美毅 - 上記で関わった宮内庁長官
- 安倍能成 - 文部大臣を務め皇室改革に深く関わった
- 田島道治 - 初代宮内庁長官
- 三谷隆信 - 侍従長